# Zone d'ombre (télécommunications)
Pour les articles homonymes, voir Zone d'ombre.
La zone d'ombre, est un phénomène d'atténuation en télécommunications radiophoniques et plus globalement dans les applications hertziennes, par exemple en matière de non-réception de la télévision numérique terrestre ou de la radio FM. Il peut être causé par la réfraction ou la réflexion sur des obstacles. Les zones d'ombre (certains disent "zone blanche", surtout dans le domaine de la téléphonie mobile), dépendent de la fréquence employée et des conditions du site. La zone d'ombre est donc un espace dans lequel un service donné n'est pas garanti.      
Un modèle simplifié pour l'affaiblissement de propagation (« path loss ») et l'ombrage est le suivant :
{\displaystyle {\frac {Pr}{Pt}}=K\left[{\frac {d_{0}}{d}}\right]^{\gamma }\ \psi }
Ou, en dBm :
{\displaystyle Pr_{dBm}=Pt_{dBm}+K_{dBm}+10\gamma \log _{10}\left[{\frac {d}{d_{0}}}\right]+\psi _{dBm}}
Où {\displaystyle \psi _{dBm}}~ {\displaystyle N(0,\sigma )}  ({\displaystyle \psi _{dBm}} a une distribution de moyenne 0 et d'écart type {\displaystyle \sigma } modélisant la zone d'ombre.)
{\displaystyle d} est la distance entre l'émetteur et le récepteur, {\displaystyle \gamma }, l'exposant d'affaiblissement de propagation, {\displaystyle d_{0}}, une distance de référence (généralement, 1 m ou 1 km), et {\displaystyle K}, l'atténuation dû à l'affaiblissement à la distance de référence {\displaystyle d_{0}}.